# Calceolaria pinifolia
Calceolaria pinifolia là một loài thực vật có hoa trong họ Calceolariaceae. Loài này được Cav. mô tả khoa học đầu tiên năm 1799.